# فورزا موتور اسپورت ۶
فورزا موتور اسپورت ۶ (به انگلیسی: Forza Motorsport 6) یک بازی ویدئویی به سبک شبیه‌سازی مسابقه است که توسط ترن ۱۰ استودیوز توسعه یافته و به‌وسیله استودیو مایکروسافت در سپتامبر ۲۰۱۵، برای کنسول ایکس‌باکس وان منتشر شده‌است. این بازی دنباله ی فورتزا موتوراسپورت ۵، و ششمین قسمت اصلی و در مجموع هشتمین نسخه از مجموعه بازی‌های فورزا به‌شمار می‌رود. در مارس ۲۰۱۶، مایکروسافت خبری مبنی بر نسخه‌ای رایگان برای سیستم‌عامل مایکروسافت ویندوز، با عنوان فورزا موتور اسپورت ۶: ایپکس اعلام کرد، که در تاریخ ۶ سپتامبر ۲۰۱۶، عرضه شد.